# Bosporuskoninkrijk
Het Bosporuskoninkrijk, Latijn: Regnum Bospori, was een rijk aan de Zwarte Zee aan weerszijden van de Cimmerische Bosporus, de huidige Straat van Kertsj, dat tussen 438 v.Chr. en 107 v.Chr. zijn grootste omvang bereikte. Het ontstond in de 5e eeuw v.Chr. uit de Griekse kolonies die zich in het gebied bevonden.
Het koninkrijk was een graanleverancier en een belangrijke handelspartner van Athene, en had ook contacten met Colchis en Armenië aan de zuidoostkant van de Zwarte Zee. In de cultuur van het rijk vermengde het Griekse element zich met invloeden van de autochtone Sauromaten en Scythen. Het oefende eeuwenlang invloed op het omringende steppegebied uit. Het rijk strekte zich onder de Spartokiden (438 v.Chr. - 107 v.Chr.) uit over de steden Pantikapaion, tegenwoordig Kertsj, Nymphaion en Theodosia, nu Feodosija, op de Krim en de stad Phanagoria op het schiereiland Taman.
Het rijk werd dikwijls door overvallen van Scythen en Sauromaten belaagd, waardoor het zich in 110 v.Chr. onder bescherming stelde van het koninkrijk Pontus van Mithridates VI. Het gebied kwam na diens dood in 63 v.Chr. in toenemende mate onder invloed van het Romeinse Rijk. Asander was er van 47 v.Chr. tot 17 v.Chr. koning en de Romeinse keizer Augustus maakte na zijn dood het Bosporuskoninkrijk tot een Romeinse vazal. Eerst kwam daardoor Polemon I van Pontus op de troon maar na zijn dood trouwde zijn vrouw met de Sauromaat Aspurgus, die hem op het slagveld had verslagen. Zo kwam er een Sauromatische dynastie aan de macht. Het rijk beleefde in de 2e en 3e eeuw na Chr. een nieuwe bloeiperiode.
Het Bosporuskoninkrijk werd uiteindelijk in de 5e eeuw door Goten en Hunnen verslagen en kwam daarna in de invloedssfeer van het Byzantijnse Rijk.

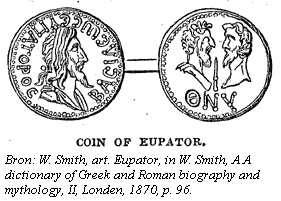
Munt met aan de ene kant koning Eupator en aan de andere kant de Romeinse keizers Marcus Aurelius en Lucius Verus.